# Končitá
Končitá je přírodní památka v katastrálním území obce Kamenec pod Vtáčnikom v okrese Prievidza v Trenčínském kraji na Slovensku. Území bylo vyhlášeno či novelizováno v letech 1973 a jeho rozloha je jeden hektar. Předmětem ochrany je skupina skal, geomorfologicky charakteristická pro pohoří Vtáčnik a neporušená těžbou.